# ブルエット・ウォロップ
ブルエット・ウォロップ閣下（英語: Hon. Bluett Wallop、1726年4月27日 – 1749年6月6日）は、グレートブリテン王国の軍人、政治家。

## 生涯
初代リミントン子爵ジョン・ウォロップ（1743年にポーツマス伯爵に叙爵）とブリジット・ベネット（Bridget Bennet、1696年9月3日洗礼 – 1738年10月12日、初代タンカーヴィル伯爵チャールズ・ベネットの娘）の四男として、1726年4月27日に生まれた。
1739年11月8日に国王ジョージ2世のページ・オブ・オナーに任命され、1744年11月3日までに離任した。その後、1746年から1748年までカンバーランド公爵ウィリアム・オーガスタスの侍従（equerry）を務めた。
1747年イギリス総選挙でワイト島ニューポート選挙区から出馬して、無投票で庶民院議員に当選した。
1749年6月6日、天然痘により死去した。生涯未婚であった。